# Cneo Pompeyo Longino
Cneo o Gneo Pinario Emilio Cicatrícula Pompeyo Longino (en latín: Gnaeus Pinarius Aemilius Cicatricula Pompeius Longinus) fue un senador romano que vivió a finales del siglo I y principios del siglo II, y desarrolló su cursus honorum bajo Vespasiano, Tito, Domiciano, Nerva, y Trajano. 

## Orígenes familiares
A partir de los elementos de su nombre polónimo, Olli Salomies sugiere que Longino fue adoptado. Arthur Stein sugirió por primera vez que la identificación de su padre biológico fue Pompeyo Longino, tribuno militar de la guardia pretoriana en el 69, mencionado por Tácito; esta identificación también fue propuesta por Ronald Syme. Salomies está de acuerdo en esta identificación, al tiempo que propone que su padre adoptivo era Gneo Pinario Emiliano Cicatrícula, cónsul sufecto alrededor del año 72, y gobernador de África alrededor del año 80. Syme también propone que, basándose en su gentilicium, Longino puede haber sido originario de la Galia Narbonensis, pero Edward Dabrowa señala que el mismo criterio podría usarse para argumentar que provenía de Hispania.

## Carrera política
Longino sirvió como legatus de Judea del 85 al 89. Este puesto se combinó con el servicio como comandante de la Legio X Fretensis, que en ese momento estaba estacionada en Jerusalén. Fue cónsul sufecto en el año 90 junto con Lucio Albio Pulayeno Polión. Después de su consulado, ocupó dos gobernaciones más: Moesia Superior, en la frontera del Danubio, del 93 al 96; y luego en el año 96 fue trasladado a Panonia, que administró hasta el año 99. Probablemente después de su gobierno en Panonia, y de su destacada participación en la primera guerra dacia, fue nombrado cónsul sufecto por segunda vez alrededor del año 103.

## Guerras dacias
Durante la Segunda Guerra Dacia, Trajano nombró a Longino como uno de sus generales. En 105, a pesar de algunas victorias iniciales, la guerra ya se encaminaba hacia una derrota para Decébalo. A pesar de esto, Dion Casio dice que los dacios casi lograron, "con habilidad y engaño", la muerte del emperador. Luego de varios intentos fallidos, Decébalo decidió invitar a Longino a una reunión con la promesa de negociar una paz. Sin embargo, cuando este se presentó ante el rey Dacio, Decébalo lo arrestó y lo interrogó sobre los planes de Trajano. Incluso arrestado, Longino se negó a responder. Furioso, Decébalo envió un mensajero a Trajano ofreciendo canjear a Longino por el territorio ya conquistado por los romanos y por una suma de dinero equivalente al costo de la guerra hasta entonces. Dion Casio cuenta la respuesta del emperador: "Se devolvió una respuesta ambigua, de tal naturaleza que no llevaría a Decébalo a creer que Trajano no consideraba a Longino ni de gran importancia ni de poca importancia y cuyo objetivo era, por un lado, evitar que se ejecute al legatus y, por otro lado, que se le perdone la vida a costa de términos excesivos".
Mientras Decébalo consideraba su próximo movimiento, Longino llevó a cabo su propio plan. Después de obtener suficiente veneno como para quitarse la vida, primero buscó ayuda para garantizar la seguridad de uno de sus libertos: le escribió una carta a Trajano implorando que aceptara los términos ofrecidos y convenció al rey de que permitiera que este liberto lo entregara. Después de que se fue, Longino bebió el veneno esa misma noche y logró suicidarse. Decébalo envió entonces a un centurión que había sido capturado con Longino a Trajano ofreciendo intercambiar el cuerpo de Longino y otros diez prisioneros por el liberto. Según Dión Casio, "Trajano ni lo envió de regreso ni entregó al liberto, considerando su seguridad más importante para la dignidad del Imperio que el entierro de Longino".